# Gonçal Cortada i Carreras
Gonçal Cortada i Carreras (Barcelona, 18 de febrer de 1852 - Barcelona, 1913) fou un advocat i jutge que es llicencià en Dret civil, canònic i administratiu a la Universitat de Barcelona (1872). Fill de Joan Cortada i Sala de Carolina Carreras i Ferrer. Fou director del Col·legi Carreras (fundat pel seu avi Carles Carreras de Urrutia) i jutge municipal del districte de Sarrià - Sant Gervasi. També va ser membre del Sometent. En el moviment catalanista, va ser delegat, dins la Unió Catalanista, a les Assemblees de Manresa (1892) i Terrassa (1901).